# Moyen-Cavally
Moyen-Cavally ist eine ehemalige Verwaltungsregion der Elfenbeinküste mit der Hauptstadt Guiglo.

## Bevölkerung
Einer Schätzung von 2007 zufolge hat Moyen-Cavally ca. 505.706 Einwohner und somit bei einer Fläche von 14.150 km² eine Bevölkerungsdichte von 36 Einwohnern pro km². Bei der letzten Volkszählung im Jahr 1988 wurden 271.111 Einwohner gezählt.

## Geographie
Moyen-Cavally liegt im Westen der Elfenbeinküste und grenzt im Norden an Dix-Huit Montagnes und im Osten an Haut-Sassandra und Bas-Sassandra. Im Süden und Westen liegt Liberia. Die Region ist in die Departemente Duékoué, Guiglo und Toulépleu eingeteilt.

## Städte und Dörfer in Moyen-Cavally
- Bedi-Gouzan
- Doké (Stadt)
- Duékoué
- Toulépleu